# Sant Climent de Llobregat
Sant Climent de Llobregat è un comune spagnolo di 3 140 abitanti situato nella comunità autonoma della Catalogna.